# 刘国范
刘国范（1929年—2001年），辽宁省开原县人，中华人民共和国政治人物。
1978年，任宁夏回族自治区煤炭工业局代局长、局长。1983年，任自治区党委常委兼秘书长。1985年，升任自治区党委副书记。1993年，任自治区政协主席。